# Jonathan Tehau
Jonathan Tehau (Faa'a, 5 gennaio 1988) è un calciatore francese nato a Tahiti, centrocampista del Pirae.

## Vita privata
È fratello di Alvin Tehau e Lorenzo Tehau e cugino di Teaonui Tehau, tutti calciatori della Nazionale tahitiana.

## Carriera

### Club
Nella stagione 2012-2013 ha giocato 6 partite nella OFC Champions League con il Tamarii, senza mai segnare; nello stesso anno ha anche segnato 6 reti nel campionato tahitiano.

### Nazionale
Nel 2012 vince con Tahiti la Coppa d'Oceania, nella quale segna quattro gol, tra cui quello contro le Isole Salomone che ha permesso alla formazione isolana di passare in finale. Viene convocato per la Confederations Cup e il 17 giugno 2013 segna uno storico gol per la nazionale tahitiana (il momentaneo 1-3) nella partita contro la Nigeria (terminata 1-6), valida per la prima partita nel girone B del torneo: si tratta della prima rete nella storia della nazionale di Tahiti in questa competizione; nella stessa partita realizza anche un autogol, per l'1-4. Il successivo 20 giugno gioca da titolare nella partita persa per 10-0 contro la Spagna; gioca dal primo minuto anche la terza ed ultima partita della fase a gironi, persa contro l'Uruguay.

## Palmarès

### Nazionale
- Coppa d'Oceania: 1

2012